# Calle de la Florida (Vitoria)
La calle de la Florida es una vía pública de la ciudad española de Vitoria.

## Descripción
La vía, que había sido parte de la calle de las Ánimas y de la primera sección de la Ronda del Mediodía, adquirió título propio en 1866. Durante tres décadas, entre 1944 y 1979, se conoció como «calle de Carlos VII». Nace en el parque del mismo nombre. Tiene cruces con las calles de San Antonio, de Eduardo Dato, del Arca, de Ramón Ortiz de Zárate, de los Fueros, de Lope de Larrea, de Rioja, de Isaac Albéniz, de Pío XII, de Juan XXIII, de los Herrán, de las Trianas, de la Fuente de la Salud, de Federico García Lorca y de Jacinto Benavente. Al llegar al barrio de Santa Lucía, conecta con el paseo de la Ilíada.
Aparece descrita en la Guía de Vitoria (1901) de José Colá y Goiti con las siguientes palabras:

Calle de la Florida.—Nombre primitivo. Se le dió este título en 21 de agosto de 1867, y antes era parte de la antigua calle de las Ánimas y de la Ronda del Mediodía, 1.ª Sección. Principia en los jardines de la Florida y termina en el camino de las Trianas.
(Colá y Goiti, 1901, p. 34)

En la calle, que siempre ha albergado parte importante de la vida social, cultural y política de la ciudad, han tenido sede instituciones como la Escuela Diocesana de Asistentes Sociales, el Club Alavés, el New Club, la Delegación Provincial del Instituto Nacional de Asistencia Social, la Falange Española, la Delegación Provincial de Estadística, los periódicos La Libertad y La Gaceta de Álava, la imprenta de Fuertes y Marquínez, la Cámara Oficial de la Propiedad Urbana, el Centro Farmacéutico, la sociedad femenina La Blanca, la Sociedad Fotográfica de Vitoria, la Sociedad de Cazadores y Pescadores de Álava, el Teatro Circo, las salas de cine del Ideal Cinema y la Escuela Pericial de Comercio, entre otras muchas y además de varios comercios.